# Albrecht IV. (Bayern)

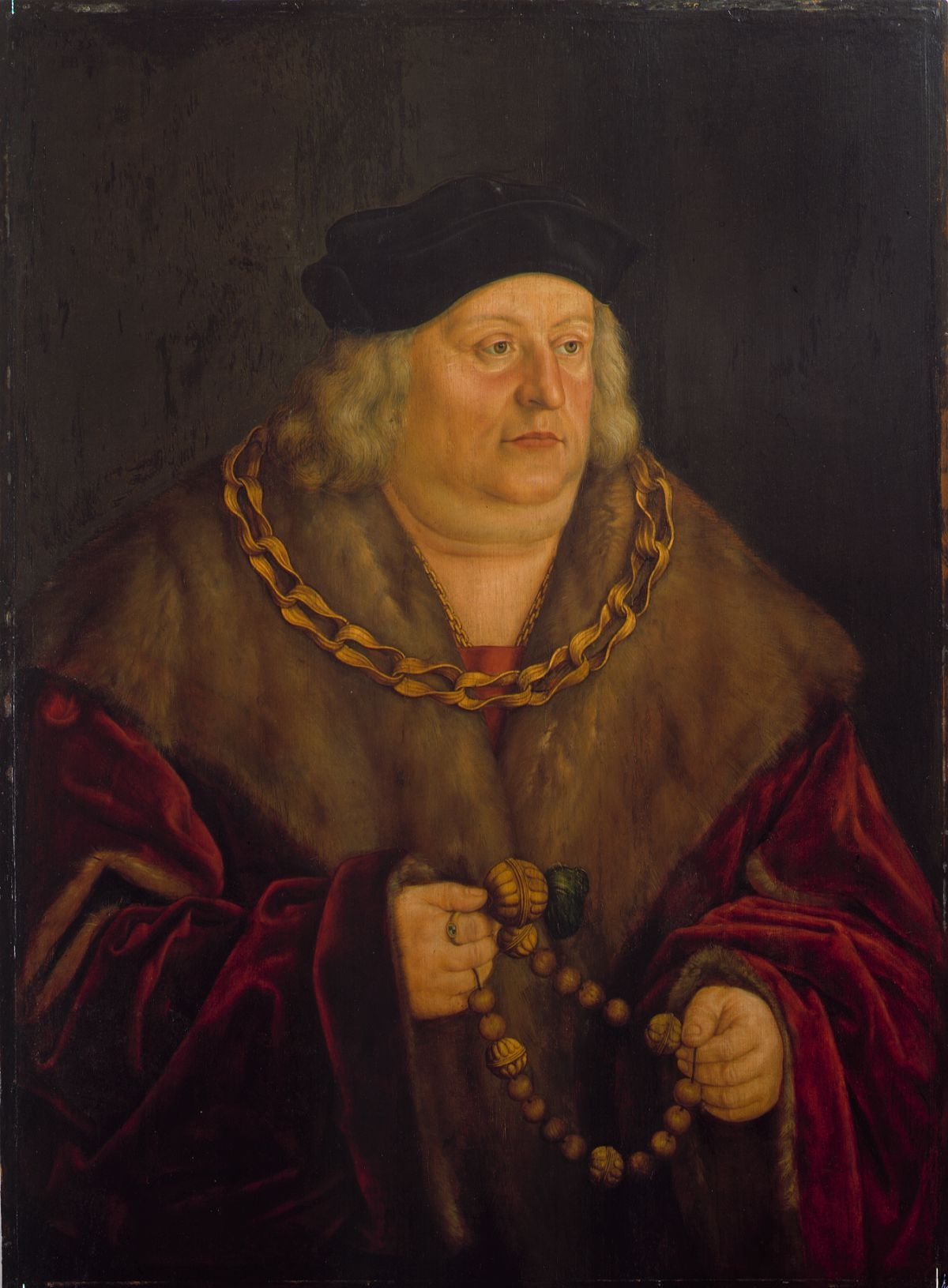
Barthel Beham, Albrecht IV., 1535, Staatsgalerie Neuburg

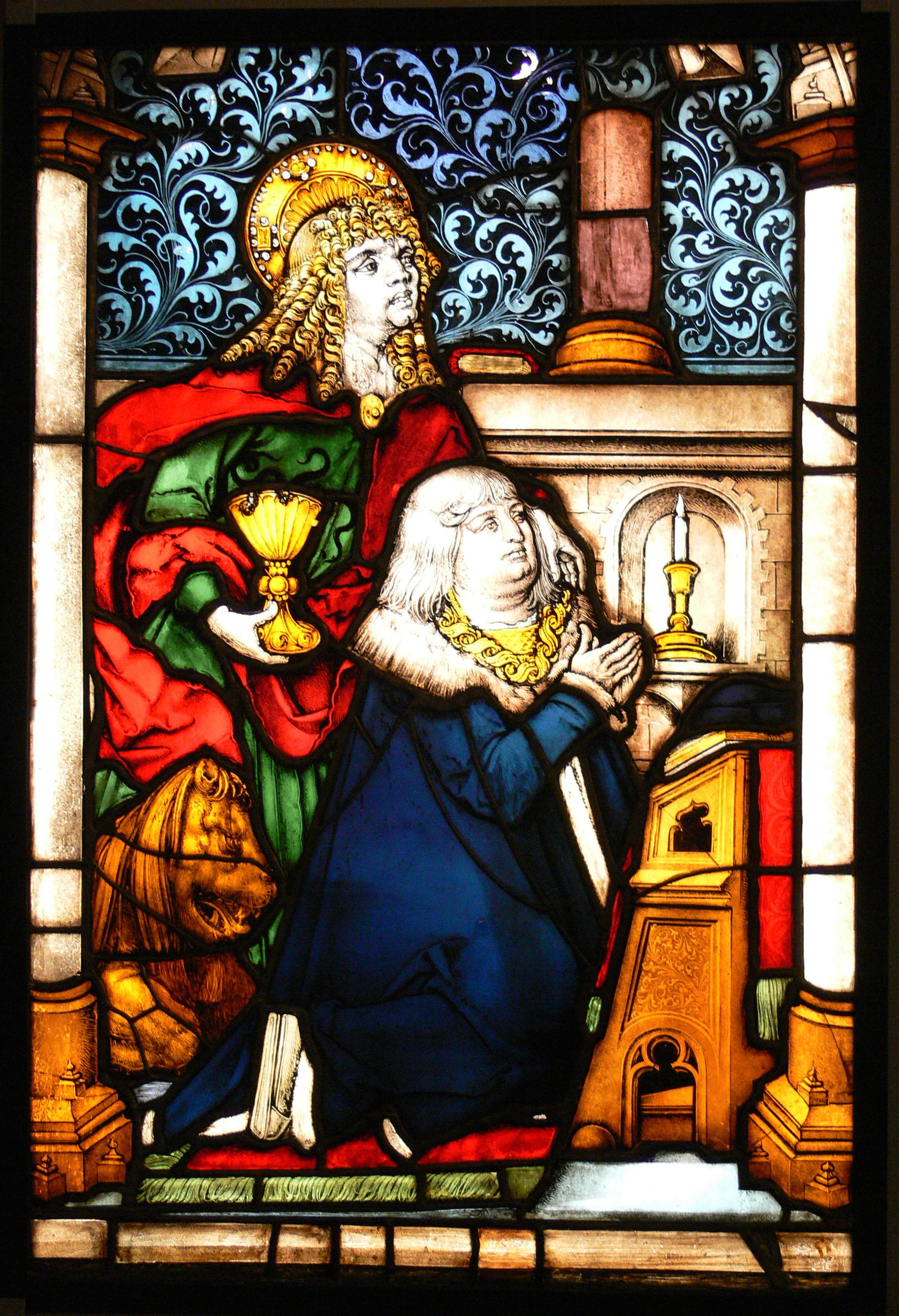
Glasfenster „Herzog Albrecht IV. von Bayern, empfohlen vom hl. Johannes“ aus der Kartause Prüll, heute im Bayerischen Nationalmuseum

Albrecht IV. der Weise (* 15. Dezember 1447 in München; † 18. März 1508 ebenda) aus dem Hause Wittelsbach war seit 10. September 1465 Mitregent und Herzog von Bayern-München und regierte dort ab 3. September 1467 allein. Nach dem Ende des Landshuter Erbfolgekriegs wurde er am 30. Juli 1505 durch den Kölner Schiedsspruch von König Maximilian I. zum Herzog von ganz Bayern. Er erließ das Primogeniturgesetz, das das Zeitalter der bayerischen Landesteilungen beendete. Umfassend gebildet war er mit dem Beinamen „der Weise“ der erste Humanist auf dem bayerischen Thron.

## Frühe Jahre und Weg zur Alleinherrschaft
Albrecht war ein Sohn Herzog Albrechts III. des Frommen von Bayern-München mit Anna von Braunschweig-Grubenhagen. Ursprünglich war er für eine geistliche Laufbahn bestimmt. Am 15. August 1461 wurde er als „illustris et Magnificus Princeps dominus Albertus Dux Bavariae de Moenchem“ an der alten Universität Köln (Universitas Studii Coloniensis) immatrikuliert.
Nach des Vaters Tod 1460 hatten wie von diesem bestimmt die beiden ältesten Söhne Johann IV. und Siegmund gemeinsam die Regierung übernommen. Als aber Johann 1463 starb, kehrte Albrecht aus Pavia, wo er studierte, nach München zurück und trotzte seinem Bruder schließlich am 10. September 1465 die Mitregierung ab. Herzog Siegmund legte dann am 3. September 1467 die Regierung nieder, behielt nur Dachau als seine Domäne und zog sich in seine Schlösser zurück und Albrecht regierte fortan alleine. Aufgrund anhaltender finanzieller Misswirtschaft war Siegmund von seinem Bruder sowie den Ständen zum Verzicht auf die Regentschaft aufgefordert worden und der fromme und kunstsinnige Herzog war bereits ohnehin des Regierens überdrüssig geworden.
Aber auch die beiden jüngsten Brüder, Christoph und Wolfgang, wollten daraufhin an der Regierung teilhaben. Christoph fand Unterstützung in der Ritterschaft der Straubinger Landen und des Bayerischen Waldes. Albrecht aber verweigerte den jüngeren Brüdern nun jede Regierungsbeteiligung oder Landesteilung, was jahrelange Bruderkriege, verknüpft mit Adelsrevolten nach sich zog. Albrecht konnte 1468/69 im Böcklerkrieg die Ritter niederwerfen, woraufhin Christoph, der 1470 in der Neuveste interniert war, für vorerst fünf Jahre und später ebenso wie Wolfgang endgültig auf die Mitherrschaft verzichtete. 1489 eskalierte der Konflikt zwischen dem regierenden Herzog Albrecht und seinen Brüdern noch einmal. Wolfgang und Christoph erfuhren, dass Albrecht für den Fall, dass er ohne erbberechtigte Söhne sterben sollte, Georg von Bayern-Landshut zum Erben eingesetzt hatte, und traten daraufhin dem gegen Albrecht gerichteten Löwlerbund bei. Ab 1493 hatte Albrecht dann eigene Söhne und der Passus wurde hinfällig.

## Regierung in Bayern-München
Seit etwa 1470 arbeitete Albrecht an der Gewinnung der Reichsstadt Regensburg. Die Stadt war hoch verschuldet und aufgrund einer Geldbuße und der Reichshilfe gegen die Ungarn dem Kaiser zu hohen Zahlungen verpflichtet. 1485 kam es zu einem Aufruhr unter den Bürgern, die unter den Steuerabgaben zu leiden hatten, während eine wirtschaftliche Erholung nicht abzusehen war. Albrecht bot 1485 der Stadt die Einlösung seiner verpfändeten burggräflichen Rechte an, und der Rat, beeinflusst von herzöglichen Fürsprechern wie Domdekan Johannes Neuhauser oder Hans von Fuchssteiner, nahm den Vorschlag an. Albrecht war nun oberster Gerichtsherr der Stadt und schloss für die Folgejahre mit der Stadt ein Schutzbündnis. 1485 gewann Albrecht durch das Aussterben der Herren von Abensberg auch deren Herrschaft hinzu. Trotz Einspruchs des Kaisers unterstellte sich Regensburg 1486 dem Herzog. In den Folgejahren bemühte sich Albrecht, die finanzielle Situation der Stadt zu bessern. Dazu gehörten umfangreiche Steuer- und Finanzreformen, Baumaßnahmen und die Verlagerung von Ämtern in die Stadt. Während seiner Reformen griff er auch in die Rechte des Klerus ein und verletzte damit die Entscheidungsgewalt von Bischof Heinrich IV. von Absberg. 1487 veranstaltete Albrecht ein umfangreiches Ritterturnier, welches viele Adelige und Zuschauer nach Regensburg lockte.
1486 heiratete er Kunigunde von Österreich, die Tochter Kaiser Friedrichs III. ohne dessen Zustimmung, und schließlich bekam er von seinem Vetter Siegmund dem Münzreichen noch ganz Habsburgisch-Schwaben (Vorderösterreich) überschrieben, so dass er enorm an Macht hinzugewann. Albrecht schloss in Ingolstadt im Juni 1487 ein Bündnis mit Kurfürst Philipp von der Pfalz und Herzog Georg dem Reichen von Bayern-Landshut. Mit dem 1488 gegründeten Schwäbischen Bund stand Albrecht unter Druck, in Verhandlungen einzulenken. Durch eine ungewohnte Steuererhebung brachte er wieder die Ritter der Straubinger Lande und des Bayerischen Waldes gegen sich auf, die sich 1489 gegen Albrecht im Löwlerbund zusammenschlossen, während Georg sich im selben Jahr mit dem Kaiser aussöhnte.  1490 musste der Tiroler Herzog Siegmund auf massives Drängen der Tiroler Stände hin die Regierungsangelegenheiten an Friedrichs Sohn Maximilian übergeben. Das ganze Habsburgerreich kam wieder in gemeinsame Hand und gewann an Macht. Albrecht konnte die Löwler niederwerfen, aber der zunächst im Ungarnfeldzug gebundene Kaiser setzte 1491 die Stadt Regensburg und den bayrischen Herzog in die Reichsacht. Bei Kaufering stand Albrechts Heer Mitte Mai 1492 den zahlenmäßig überlegenen Truppen des Schwäbischen Bundes gegenüber; 1492 gab Albrecht daraufhin die Reichsgrafschaft Abensberg und die Stadt Regensburg im Frieden von Augsburg zurück. Als kaiserliche Kommissare wurden Markgraf Friedrich und Eitelfritz von Zollern eingesetzt.
Albrecht trat schließlich 1500 dem Schwäbischen Bund bei, der sich ursprünglich gegen ihn gerichtet hatte. Gleichzeitig wurden im Reich die unter König  Maximilian I. 1500 geschaffenen Reichskreise ein wichtiger Ordnungsfaktor, so entstand der Bayerische Reichskreis. 1501 starb Albrechts Bruder Siegmund, worauf dessen Domäne Dachau an Albrecht fiel. 

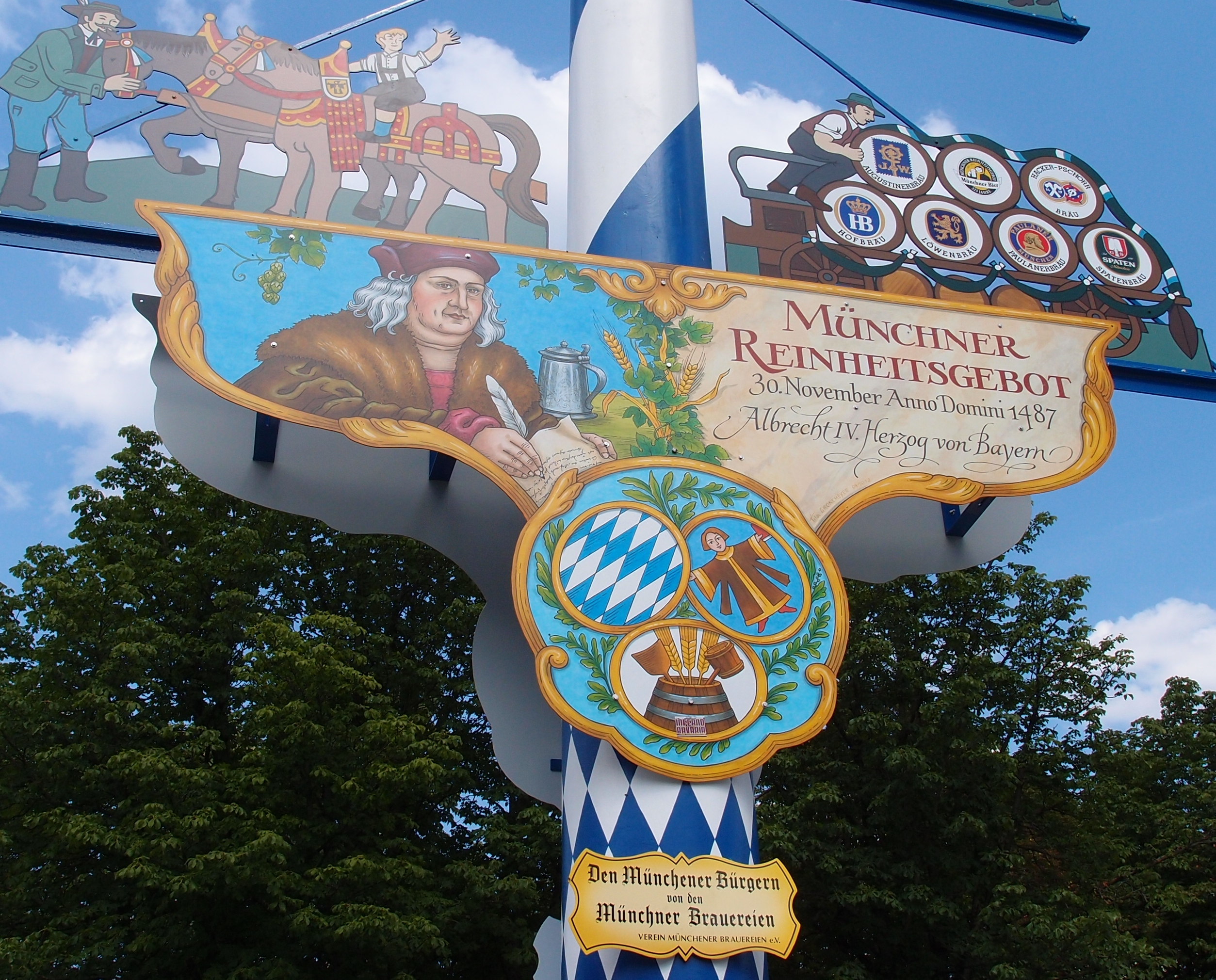
Erinnerung an den Erlass des Münchener Reinheitsgebots durch Herzog Albrecht IV. am 30. November 1487; Viktualienmarkt in München.

Albrecht war in seiner Herrscherauffassung schon der Neuzeit zuzuordnen: Er regierte effektiv und beinahe schon absolutistisch, was der Hauptgrund für die vielen Bürgerkriege und Adelsrevolten war, besonders in Niederbayern, wo durch die Ottonische Handfeste von 1311 bedeutende Adelsvorrechte bestanden. Er agierte genauso gegen die Städte und nahm ihnen viele ihrer Rechte. 1488 erfolgte noch vor dem Zeitalter der Reformation die Festsetzung der staatlichen Kontrolle für das Kirchenvermögen.

## Wiedervereinigung des Herzogtums
Der große Krieg folgte 1504 mit dem Landshuter Erbfolgekrieg. Herzog Georg der Reiche von Bayern-Landshut war Ende 1503 gestorben und wollte sein Erbe seit 1496 entgegen dem Wittelsbacher Hausvertrag an seine Tochter Elisabeth überschreiben, die den Pfalzgrafen Ruprecht aus der Pfälzer Linie der Wittelsbacher geheiratet hatte, der mütterlicherseits wiederum ein Neffe Georgs war. Trotz Geheimhaltung hatte Albrecht jedoch frühzeitig von diesem Vertragsbruch erfahren. Ruprecht hatte die Pfälzer und Böhmen hinter sich, Albrecht den Schwäbischen Bund und König Maximilian. Am 5. Februar 1504 kam es zu einer Sitzung des Reichskammergerichts in Augsburg, in dem König Maximilian Albrecht mit dem niederbayerischen Herzogtum belehnte. Ruprecht akzeptierte das nicht und löste durch die militärische Besetzung der Residenzstädte Landshut und Burghausen den Krieg aus. Am 13. Juni kam es vor Landshut zum ersten größeren Gefecht zwischen den Truppen Albrechts und Ruprechts. Albrecht gewann die Schlacht und Ruprecht musste sich in die Stadt zurückziehen, wo er am 20. August an der Ruhr starb, ebenso seine Frau am 15. September 1504. Nach dem Tod Ruprechts und Elisabeths wurde der Landshuter Erbfolgekrieg unter großen Verlusten beendet und Ober- und Niederbayern nach zweieinhalb Jahrhunderten wieder vereint: Am 30. Juli 1505 endete der Krieg mit dem Kölner Schiedsspruch Maximilians auf einem Reichstag zu Köln. Sowohl die Wittelsbacher in Bayern als auch diejenigen in der Pfalz hatten durch den Krieg umfangreiche Gebietseinbußen hinzunehmen, während die Habsburger profitierten und noch mehr an Macht gewannen.
Die beiden Enkel Herzog Georgs, Ottheinrich und Philipp, erhielten die Junge Pfalz, ein zersplittertes Gebiet von der oberen Donau über Franken bis zur nördlichen Oberpfalz. Als Hauptstadt des neuen Staates wurde Neuburg an der Donau gewählt. Da die beiden Erben noch nicht volljährig waren, regierte dort Pfalzgraf Friedrich II. als Vormund. Das Gebiet um Kufstein, Kitzbühel und Rattenberg hatte sich Maximilian I. selbst als Preis seiner Vermittlung vorbehalten. Auch das Zillertal und das Mondseeland gingen den Wittelsbachern damals an Habsburg verloren. Die Reichsstadt Nürnberg gewann bedeutende Gebiete östlich der Stadt, darunter die Ämter Lauf, Hersbruck und Altdorf. Der Rest des Gebietes ging an Albrecht, der Münchener Zweig war nun der einzig verbliebene aus der bayerischen Linie der Wittelsbacher. 
Anschließend begann der Herzog mit seinem Kanzler Johann Neuhauser mit der Vereinheitlichung des Landes. Die Münzreform von 1506 führte nun für das jetzt vereinte Bayern ein einheitliches Münzwesen ein mit der Hauptmünzstätte München. Die Vitztumsämter wurden 1507 im Zuge einer großen Verwaltungsreform nach dem Landshuter Erbfolgekrieg in Rentämter umgewandelt, die in Bayern neben der Finanzverwaltung dann auch für juristische, administrative und militärische Aufgaben zuständig waren. Diese Neuordnung hatte dann jahrhundertelang Bestand.
Um die Einheit Bayerns in Zukunft zu wahren, erließ Albrecht 1506 das Primogeniturgesetz, wonach in Zukunft das Land unteilbar und der männliche Erstgeborene der zukünftige Erbe sein sollte. Sein Vater Albrecht III. hatte dagegen noch verordnet, dass immer nur die beiden ältesten Söhne herrschen sollten, worauf sich Albrecht einst vor seinem Regierungsantritt selbst berufen hatte. Auch Albrechts zweiter Sohn Ludwig X. konnte letztmals seine Beteiligung an der Regierung gegen den Erstgeborenen Wilhelm IV. durchsetzen, mit dem Argument noch vor der Neuregelung der Erbfolge geboren worden zu sein. Erst nach Ludwigs Tod wurde das Primogeniturgesetz endgültig wirksam. 
Nach Albrechts Tod erhielt Wolfgang als letzter noch lebender Bruder doch noch die Vormundschaft über Albrechts damals noch minderjährige Söhne, nachdem Wolfgang im Zuge des Primogeniturgesetzes endgültig zugunsten Albrechts und seiner Nachkommen auf das Herzogtum Bayern verzichtet hatte. Der  Leichenschmaus für Albrecht von Bayern wurde das erste einiger später legendärer Feste des Hofes im 16. Jahrhundert, unter anderem tauchte damals erstmals in den Aufzeichnungen Marzipan als Speise des deutschen Hochadels auf.

## Kulturpolitik und Kunstförderung

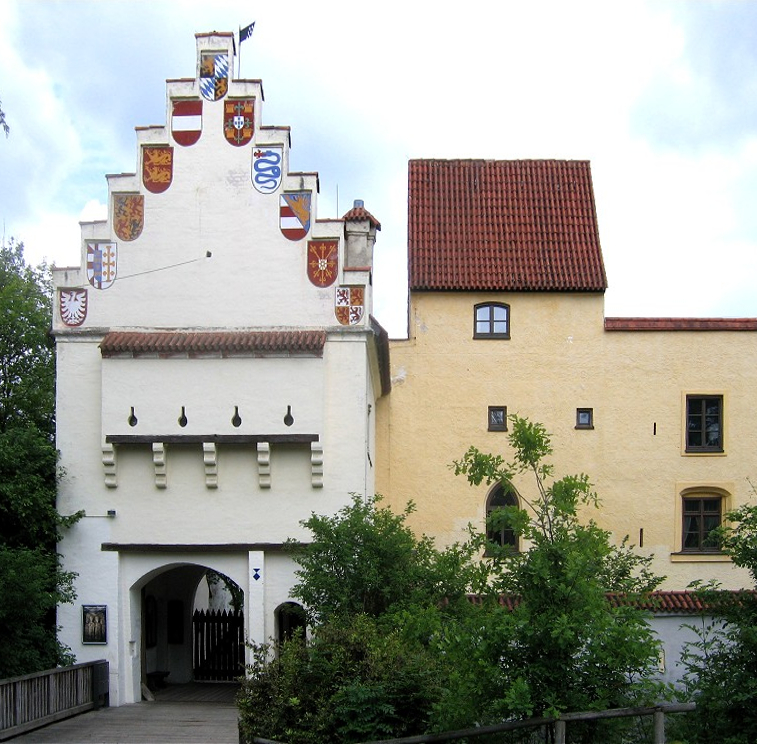
Burg Grünwald mit Albrechts Wappenzyklus am Torbau 1486/87

Unter Albrecht IV. herrschte eine Blüte der späten Gotik, die vor allem durch seinen Bruder Siegmund gefördert wurde. 1468 wurde der Grundstein für den Neubau der Münchner Frauenkirche gelegt. Zu den herausragenden Künstlern seiner Zeit gehörten die Maler Jan Polack und Gabriel Mälesskircher sowie der Baumeister Jörg von Halspach und der Bildhauer Erasmus Grasser.
Es begannen aber durch Albrechts Begünstigung von Malern, Dichtern und Historikern wie Ulrich Füetrer und des Musikers Conrad Paumann, erste Zeichen der Renaissance in Bayern einzuziehen. Albrechts Schwester Margarete war durch ihre Heirat Markgräfin von Mantua und die eheliche Verbindung vertiefte auch den Handel und kulturellen Austausch zwischen beiden Fürstentümern. Anlässlich der Hochzeit Albrechts wurde die Burg Grünwald ausgebaut. Die Bauarbeiten wurden 1486/87 unter der Leitung des Werkmeisters Jörg von Weikertshausen ausgeführt.

## Hochzeit und Nachkommen
Herzog Albrecht IV. heiratete am 3. Januar 1487 in Innsbruck die Erzherzogin Kunigunde von Österreich (1465–1520), Tochter des Kaisers Friedrich III. und dessen Gattin Infantin Eleonore von Portugal. Die Hochzeit fand gegen den damaligen Willen des Kaisers statt, da Albrecht kurz zuvor Regensburg besetzt hatte.  Aus der Ehe stammen acht Kinder
- Sidonie (1488–1505), starb als Braut des späteren Kurfürsten Ludwig V. von der Pfalz
- Sibylle (1489–1519)

⚭ 1511 Kurfürst Ludwig V. von der Pfalz (1478–1544)
- Sabine (1492–1564)

⚭ 1511 Herzog Ulrich I. von Württemberg (1487–1550)
- Wilhelm IV. (1493–1550), Herzog von Bayern

⚭ 1522 Markgräfin Maria Jakobäa von Baden (1507–1580)
- Ludwig X. (1495–1545), Herzog von Bayern-Landshut
- Susanne (1499–1500)
- Ernst (1500–1560), Administrator im Bistum Passau und Erzbistum Salzburg, Pfandherr der damals böhmischen Grafschaft Glatz
- Susanne (1502–1543)

⚭ 1. 1518 Markgraf Kasimir von Brandenburg-Kulmbach (1481–1527)
⚭ 2. 1529 Pfalzgraf Ottheinrich von Pfalz-Neuburg (1502–1559)